# Paeonian Springs
Paeonian Springs ist ein gemeindefreies Gebiet in Loudoun County im US-Bundesstaat Virginia. Es befindet sich sechs Kilometer nordwestlich der Kreisstadt Leesburg in der Nähe der Kreuzung der Charles Town Pike (Virginia State Route 9) mit dem Harry Byrd Highway (Virginia State Route 7).

## Geschichte
Paeonian Springs wurde im Jahr 1890 gegründet. Die für den Ort sehr wichtige Washington & Old Dominion Railroad führte damals durch den Ort. Sie brachte im frühen 20. Jahrhundert die Einwohner Washingtons im Sommer auf das Land, wo sie der Hitze der Großstadt entkommen konnten. Das Quellwasser wurde für die Industrie zu einem boomenden Geschäft, es wurde in Flaschen abgefüllt und sogar nach Washington in den Kongress transportiert. 
1901 gab es in Paeonian Springs drei Hotels, ein Stadtzentrum, das sich vom Bahnbetriebswerk ausbreitete, sowie eine Gemeindewiese. Ab 1912 verband eine Promenade das Betriebswerk mit dem Postgebäude, einer Konditorei und einer Mühle, einem Schmied, einem Radmacher sowie einem Lebensmittelgeschäft. Im Dorf gab es auch zwei Privatschulen und die Cacoctin Free Church, eine Kirche, die von elf Personen gegründet wurde, nachdem sie von der Leesburg Presbyterian Church entlassen worden waren. 
In den 1920er-Jahren begann der Verfall des Gebiets. Die Promenade war fast vollständig verkommen. Im Jahr 1929 brannte die Mühle herunter und die Kirche wurde durch einen Hurrikan zerstört. Die Entdeckung der Antibiotika machte es nicht mehr notwendig, im Sommer aus Gesundheitsgründen aus der Stadt zu flüchten. Die Privatschulen wurden in das öffentliche Schulsystem eingegliedert und die Verwendung der Bahnlinie sank stark mit dem Popularitätsanstieg der Autos. 
Heute erinnert der Washington & Old Dominion Railroad Trail, ein asphaltierter Pfad, der für Freizeitbetätigungen auf der Trasse der historischen Washington & Old Dominion Railroad errichtet wurde, an die damalige Zeit.